# Étienne Lamy
Pour les articles homonymes, voir Lamy.
Étienne Lamy, né Étienne-Marie-Victor Lamy, le 2 juin 1845 à Cize et mort le 9 janvier 1919 à Paris, est un avocat, journaliste et homme politique français, secrétaire perpétuel de l'Académie française.

## Biographie
Étienne Lamy est élève des dominicains et leur  influence marquera toute son existence. Il a été élevé de l'école de Sorèze entre 1856 et 1858. Il devient avocat à 20 ans. 
Député du Jura à l'âge de 26 ans en 1871, il est à la fois républicain et catholique. En 1876, il rédige un rapport sur le budget de la Marine. Il est réélu en 1876 et 1877. Il est proche de Gambetta, aux côtés de qui il siège jusqu'en 1881, année où il est battu, lors des élections, par un candidat radical et anticlérical. Il se retire alors de la politique active et devient essayiste, mais se présente à nouveau dans l'arrondissement de Lons-le-Saunier dans le Jura aux élections législatives de 1893, où il est battu.
Il est élu membre de l'Académie française, en remplacement d'Eugène Guillaume, en 1905 par 21 voix contre 12 à Maurice Barrès et 2 à Émile Bergerat. Il en devient secrétaire perpétuel le 13 mars 1913.
De 1905 à 1910, il est directeur de la revue Le Correspondant. Il est chroniqueur régulier de la Revue des Deux Mondes.
Le 26 janvier 1911, il reçoit sous la coupole Mgr Duchesne, ecclésiastique et historien moderniste.
Le 15 juin 1916, en pleine Première Guerre mondiale, Étienne Lamy, alors secrétaire perpétuel de l'Académie française, crée une fondation dotée de 500 000 francs confiés à l'Institut de France et produisant un revenu annuel d'environ 25 000 francs. Il veut, par l'intermédiaire du « prix Étienne Lamy », aider les pères de familles pauvres mais nombreuses qui « par des privations quotidiennes et volontairement subies, perpétuent encore des foyers riches d'enfants », parce que « restaurer la fécondité de notre race est le plus essentiel intérêt de la France ».
Suivant testaments olographes en date des 26 mai 1917, et 21 et 22 décembre 1918, il institue pour légataire universel son cousin, Michel Colombier qui décèdera, le 26 juin 1922, au château de Vannoz, en exerçant sa charge d'exécuteur testamentaire.
Il est inhumé au cimetière du Père-Lachaise (49e division).

## Principales publications
- Le Tiers Parti, 1868.
- Du Pacte de constitut, en droit romain. Des opérations de Bourse, en droit français, thèse pour le doctorat, 1870.
- L'Assemblée nationale et la dissolution, 1872.
- L'Avenir républicain, ou l'Histoire authentique des finances de la France depuis 1789 jusqu'en 1882, 1881.
- Études sur le Second Empire, 1895.
- La France du Levant, 1900.
- La Femme de demain, 1901.
- Témoins de jours passés, 2 vol., 1907-1913.
- Au service des idées et des lettres, 1909.
- Quelques œuvres et quelques ouvriers, 1911.
- La flamme qui ne doit pas s'éteindre, 1927.